# Circus Mircus
Circus Mircus – gruziński zespół grający rock progresywny i muzykę eksperymentalną, założony w 2020 w Tbilisi.

## Historia zespołu
Zespół powstał pod koniec 2020 w Tbilisi, kiedy to trzech absolwentów miejscowej akademii cyrkowej zaprzyjaźniło się i opuściło akademię, aby założyć własny zespół. Według jednego z członków zespołu „[trio] nie było wystarczająco dobre, byliśmy prawdopodobnie najgorsi w zespole, więc zostaliśmy przyjaciółmi”.
14 listopada 2021 telewizja Georgian Public Broadcaster ogłosiła, że zespół będzie reprezentował Gruzję z utworem „Lock Me In” w 66. Konkursie Piosenki Eurowizji organizowanym w maju 2022 w Turynie. 12 maja zespół wystąpił w drugim półfinale konkursu, jednak nie zakwalifikował się do finału zajmując w nim ostatnie miejsce.